# Michael Bisping
Michael Bisping (ur. 28 lutego 1979 w Nikozji) – angielski kickbokser i zawodnik mieszanych sztuk walki (MMA), mistrz Cage Rage (2004), Cage Warriors (2005) w wadze półciężkiej, zwycięzca trzeciej edycji reality show The Ultimate Fighter (2009), w latach 2016–2017 mistrz UFC w wadze średniej.

## Życiorys
Urodził się w brytyjskiej bazie wojskowej w Nikozji, na Cyprze. Następnie przeniósł się do Anglii (Lancashire). Tam, w wieku 8 lat zaczął trenować jujitsu. W 1994 mając 15 lat wziął udział w pierwszych na wyspach brytyjskich zawodach NHB (no holds barred – bez chwytów zabronionych), które były prekursorami przyszłego MMA, natomiast w 1995 zajął drugie miejsce na mistrzostwach świata w ju-jistu w Auckland. Od 18 roku życia rozpoczął treningi kickbokserskie oraz karate, gdzie osiągnął m.in. mistrzostwo kraju w tym pierwszym. W 1998 po zdobyciu drugi raz mistrzostwa kraju w kickboxingu, porzucił uprawianie sportu na rzecz pracy zarobkowej. Przez następne lata pracował m.in. w firmie rozbiórkowej, rzeźni, jako listonosz czy sprzedawca by ostatecznie wrócić do sportu i trenować stricte MMA.

## MMA
W MMA zadebiutował 10 kwietnia 2004 na gali Pride & Glory w Newcastle upon Tyne pokonując Steva Mathewsa przed czasem. W swojej trzeciej zawodowej walce 10 lipca 2004 zdobył mistrzostwo Cage Rage w wadze półciężkiej, nokautując Marka Epsteina – pas obronił raz, gdy w rewanżu ponownie znokautował Epsteina. 30 kwietnia 2005 zdobył kolejny pas lokalnej organizacji, tym razem Cage Warriors (trzy udane obrony). W 2006 wziął udział w amerykańskim reality show The Ultimate Fighter, który wygrał i zdobył kontrakt z UFC, pokonując 24 czerwca w finałowej walce Josha Haynesa przez TKO, stając się również pierwszym Europejczykiem który zwyciężył w programie.

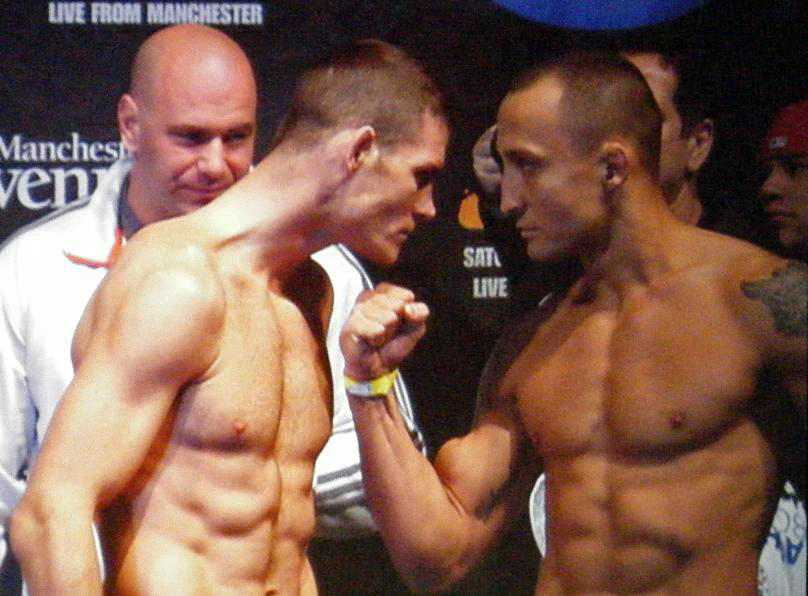
Bisping (z lewej) i Denis Kang na ważeniu przed UFC 105

Od 2006–2009 wygrywał większość ze swoich pojedynków w kategorii średniej m.in. z Mattem Hamillem czy Chrisem Lebenem, lecz zanotował również porażki – z Rashadem Evansem oraz w eliminatorze do walki o pas mistrzowski UFC, przez ciężki nokaut z byłym mistrzem PRIDE Fighting Championships Danem Hendersonem.
Lata 2009–2011 to zwycięstwa Bispinga nad renomowanymi zawodnikami m.in. Denisem Kangiem, Yoshihiro Akiyamą i Jorge Riverą oraz przegrana z utytułowanym Brazylijczykiem Wanderleiem Silvą. 28 lutego 2012 w kolejnej walce eliminacyjnej do walki o pas uległ na punkty Chaelowi Sonnenowi.
W 2009 i 2011 był głównym trenerem w The Ultimate Fighter (sezon 9 i 14).
W latach 2012–2015 walczył w kratkę. Wygrywał nad takimi zawodnikami jak Brian Stann czy Cung Le, lecz pojedynki z wyżej sklasyfikowanymi zawodnikami przegrywał m.in. z Vitorem Belfortem czy Lukiem Rockholdem. 18 lipca 2015 pokonał niejednogłośnie na punkty Thalesa Leitesa.
27 lutego 2016 na gali UFC Fight Night 84 w Londynie, pokonał byłego, wieloletniego mistrza wagi średniej Brazylijczyka Andersona Silvę jednogłośnie na punkty.
4 czerwca 2016, na UFC 199 w zastępstwie (na dwa tygodnie przed galą) za kontuzjowanego Chrisa Weidmana, zmierzył się w walce o mistrzostwo wagi średniej z Lukiem Rockholdem. Bisping sensacyjnie odebrał pas Amerykaninowi w ich rewanżowym starciu, nokautując go w 1. rundzie, stając się tym samym pierwszym mistrzem UFC z Wielkiej Brytanii oraz dopiero piątym, pochodzącym z Europy.
W swojej pierwszej obronie pasa, która miała miejsce 8 października 2016 na UFC 204 w Manchesterze, pokonał w rewanżu Dana Hendersona jednogłośnie na punkty. 4 listopada 2017 podczas UFC 2017 tracił tytuł w drugiej obronie pasa na rzecz wracającego po prawie czterech latach do zawodowych startów Kanadyjczyka Georgesa St. Pierrea, który poddał go w trzeciej rundzie duszeniem zza pleców.
22 dni po stracie mistrzostwa 25 listopada 2017 w Szanghaju przegrał swój drugi pojedynek z rzędu, zostając znokautowany przez Kelvina Gasteluma w pierwszej rundzie.
28 maja 2018 oficjalnie ogłosił zakończenie kariery sportowej, głównie z powodu problemów zdrowotnych.

## Życie prywatne
Dziadek Bispinga Andrew (Andrzej) był polskim szlachcicem z herbu Biszpink, z tegoż powodu Michael używa przydomka hrabia. Jego przodkowie m.in. uchwalili Konstytucję 3 maja. Po II wojnie światowej Andrew wyemigrował na stałe do Anglii. Ojciec Bispinga – Jan, służył w Armii Brytyjskiej na Cyprze. Razem z żoną Rebeccą ma trójkę dzieci.

## Osiągnięcia
Mieszane sztuki walki:
- 2004: mistrz Cage Rage w wadze półciężkiej (-93 kg)
- 2005: mistrz Cage Warriors w wadze półciężkiej
- 2005: mistrz FX3 w wadze półciężkiej
- 2006: The Ultimate Fighter – zwycięzca 3 edycji programu w wadze półciężkiej
- 2008, 2012: World MMA Awards – międzynarodowy zawodnik roku (x2)
- 2016–2017: mistrz UFC w wadze średniej

Kick-boxing:
- 1998: dwukrotny mistrz Wielkiej Brytanii w wadze półciężkiej
- mistrz North West Area w wadze półciężkiej

Ju jitsu:
- 1995: Mistrzostwa Świata WCJJO w Ju-Jitsu – 2. miejsce w wadze półciężkiej

## Filmografia
| Rok  | Tytuł                                             | Rola                        | Reżyser                                                                                    |
| ---- | ------------------------------------------------- | --------------------------- | ------------------------------------------------------------------------------------------ |
| 2010 | Beatdown                                          | Drake Colby                 | Mike Gunther                                                                               |
| 2010 | Hollyoaks Later (serial E4)                       | Nathan McAllister           | Chris Gill                                                                                 |
| 2014 | Anomalia (The Anomaly)                            | Sergio                      | Noel Clarke                                                                                |
| 2014 | Plastic                                           | Kasper                      | Julian Gilbey                                                                              |
| 2015 | Kontra: Operacja Świt (Strike Back, serial Sky 1) | Aaron                       | Michael J. Bassett (odc.: „Legacy: Part 1”)                                                |
| 2016 | Victrix                                           | Kratos                      | Rutger Hauer, Kristian Nairn, Brian Blessed                                                |
| 2017 | xXx: Reaktywacja (xXx: Return of Xander Cage)     | Hawk                        | D.J. Caruso                                                                                |
| 2017 | Twin Peaks (serial Showtime)                      | strażnik                    | David Lynch                                                                                |
| 2017 | My Name Is Lenny                                  | Roy Shaw                    | Ron Scalpello                                                                              |
| 2017 | Dark Matter (serial SciFi)                        | Goren                       | J.B. Sugar (odc.: „Give It Up, Princess”)                                                  |
| 2017 | Conan (program telewizyjny TBS)                   | w roli samego siebie – gość | Levi MacDougall (odc.: „Billy Eichner/Michael Bisping/Lukas Nelson & Promise of the Real”) |
| 2018 | MacGyver (serial CBS)                             | portier                     | Ericson Core (odc.: „UFO + Area 51”)                                                       |
| 2018 | Skok stulecia (Den of Thieves)                    | Connor                      | Christian Gudegast                                                                         |
| 2019 | Triple Threat                                     | Joey                        | Jesse V. Johnson                                                                           |
| 2019 | Magnum: Detektyw z Hawajów (serial CBS)           | Jason Coburn                | Bryan Spicer (odc.: „The Day It All Came Together”)                                        |